# Саут-Бранч (тауншип, Миннесота)
Саут-Бранч (англ. South Branch) — тауншип в округе Уотонуан, Миннесота, США. На 2000 год его население составило 303 человека.

## География
По данным Бюро переписи населения США площадь тауншипа составляет 101,2 км², из которых 101,2 км² занимает суша, водоёмов нет.

## Демография
По данным переписи населения 2000 года здесь находились 303 человека, 112 домохозяйств и 86 семей.  Плотность населения —  3,0 чел./км².  На территории тауншипа расположено 117 построек со средней плотностью 1,2 построек на один квадратный километр.
Из 112 домохозяйств в 33,0 % воспитывались дети до 18 лет, в 75,0 % проживали супружеские пары, в 0,9 % проживали незамужние женщины и в 23,2 % домохозяйств проживали несемейные люди. 18,8 % домохозяйств состояли из одного человека, при том 9,8 % из — одиноких пожилых людей старше 65 лет. Средний размер домохозяйства — 2,71, а семьи — 3,13 человека.
30,0 % населения — младше 18 лет, 3,6 % — в возрасте от 18 до 24 лет, 25,7 % — от 25 до 44, 22,4 % — от 45 до 64, и 18,2 % — старше 65 лет. Средний возраст — 39 лет. На каждые 100 женщин приходилось 103,4 мужчин.  На каждые 100 женщин старше 18 приходилось 107,8 мужчин.
Средний годовой доход домохозяйства составлял 35 625 долларов, а средний годовой доход семьи —  39 205 долларов. Средний доход мужчин —  25 357  долларов, в то время как у женщин — 18 438. Доход на душу населения составил 13 449 долларов. За чертой бедности находились 13,9 % семей и 10,7 % всего населения тауншипа, из которых 4,1 % младше 18 и 8,9 % старше 65 лет.